# Capitale umano
Con capitale umano si intende l'insieme di conoscenze, competenze, abilità, emozioni, capacità relazionali, acquisite durante la vita da un individuo e finalizzate al raggiungimento di obiettivi sociali ed economici, singoli o collettivi.

## Meccanismi di formazione e crescita
La formazione e crescita del capitale umano avviene tramite i processi educativi di un individuo che interessano:
- l'ambiente familiare
- l'ambiente sociale
- la scolarità
- le esperienze di vita
- le esperienze di lavoro

Per formare il capitale umano gli individui o le comunità sostengono dei costi - detti anche in economia costi di allevamento - di natura monetaria, come ad esempio la costruzione di scuole, o non monetaria, come il tempo che i genitori dedicano ai propri figli. Questi costi costituiscono degli investimenti che una comunità o un paese realizza per il proprio futuro ai fini del miglioramento delle condizioni di vita in una logica che dovrebbe essere di economia sostenibile.
Fenomeni come l'emigrazione e la conseguente fuga dei cervelli, la non valorizzazione dei talenti o l'insufficiente spesa pubblica per la scuola, costituiscono alcuni esempi di impoverimento del capitale umano con conseguenze sullo sviluppo economico di un territorio.
Il capitale umano è alla base del sistema delle relazioni interpersonali, formali ed informali, che generano il capitale sociale di una comunità, di un territorio, di un paese.

## Il ruolo nell'economia

### Nella crescita economica
Il capitale umano e le sue relazioni con la crescita economica trovano una loro specifica trattazione negli scritti dell'economista americano e premio Nobel 1992 Gary Becker.
La letteratura economica, la sociologia, le indagini dell'OCSE e la programmazione comunitaria 2007-2013 attribuiscono notevole importanza oggi al capitale umano per la crescita sociale ed economica delle Comunità, ai fini sia della competitività che della riduzione della povertà. In Italia le Fondazioni di origine bancaria nate dal 1990 in poi con la Legge Amato stanno realizzando investimenti per il miglioramento del capitale umano nelle diverse zone del paese e in questa ottica per aiutare lo sviluppo del Mezzogiorno è stata costituita nel 2007 una apposita struttura dotata di propria autonomia la Fondazione per il Sud.

### Strumento di investimento o e rendimento
Il capitale umano, studiato dalla prospettiva degli economisti, è stato paragonato a un investimento in un bene, che produce un certo rendimento. A tale proposito si è parlato di rendimento implicito o di tasso interno di rendimento, indicatore che viene utilizzato dagli economisti per indicare in quale misura un anno di istruzione in più aumenta i benefici netti individuali.
Si tratta di un parametro che rappresenta il risultato di un investimento e che, ad esempio, in questo contesto del capitale umano, può valutare il differenziale salariale tra persone che hanno un diverso livello di istruzione o la diversa probabilità di occupazione, derivante sempre da titoli di studio differenti.
Il rendimento del capitale umano è proporzionale alla capacità delle imprese di attingere alle possibilità in essere e sostenere lo sviluppo del potenziale umano, anche tramite la formazione e altre azioni di sviluppo organizzativo. In questa logica, come evidenzia il ricercatore Francesco Muzzarelli, guidare l'apprendimento diventa sempre più un compito essenziale e centrale per i leader aziendali nei riguardi dei propri collaboratori, e non un'opzione marginale.
Il capitale umano è rappresentativo dell'insieme delle persone che lavorano all'interno di una impresa e che hanno una propria conoscenza e competenza che non è proprietà di nessuno fatta salva di chi la possiede. Esso rappresenta uno dei gruppi che, insieme a quelli del capitale organizzativo e  relazionale, concorrono alla formazione del capitale intellettuale in cui si fondono l'insieme delle conoscenze e delle relazioni che possono trasformarsi in valore. Emerge in tal modo la centralità delle persone che con il loro operare e in funzione delle conoscenze maturate, riescono a creare organizzazioni e strutture relazionali competitive.

### Nell'esternalità produttive
Il capitale umano può dar luogo a rilevanti vantaggi, definiti come esternalità 
produttive o positive: esso, infatti, può accrescere la produttività totale e influenzare, di conseguenza, il benessere individuale e collettivo della società.
Il capitale umano è in grado di incrementare il reddito pro capite del Paese. Questo aspetto è stato rilevato da numerosi studi condotti a livello internazionale, che hanno stimato che un anno di istruzione in più per la media dei lavoratori consente una crescita del prodotto pro-capite del 5%. Inoltre, in gran parte dei paesi dell'OCSE, le persone con un titolo di studio che equivalga alla nostra laurea specialistica, guadagnano almeno il 50% in più di tutti quegli individui che hanno ottenuto un diploma.
Altre esternalità positive prodotte dal capitale umano influenzano una serie di aspetti della vita sociale, che creano dei rendimenti positivi. Il capitale umano, infatti, secondo alcuni studi, è in grado di ridurre gli incentivi a delinquere, innalzando il rendimento relativo alle attività legali.
Il capitale umano ha effetti positivi anche nell'ambito della salute, in quanto si è stimato che il valore di prevenzione è maggiore per le persone più istruite, per le quali il costo monetario della malattia è più elevato.